# Kaitô Joker
Kaitô Joker (怪盗ジョーカー, Kaitō Jōkā) est un manga écrit et dessiné par Hideyasu Takahashi. Il est prépublié entre 2007 et 2017 dans le magazine CoroCoro Comic de l'éditeur Shōgakukan et est compilé en vingt-six tomes. Le manga a remporté le 58e prix Shōgakukan en 2013 dans la catégorie enfant.
Une adaptation en série télévisée d'animation produite par le studio Shin-Ei Animation est diffusée sur quatre saisons entre octobre 2014 et décembre 2016 sur Tokyo MX. Dans les pays francophones, la série est diffusée en simulcast par Crunchyroll.

## Synopsis
Joker est un mystérieux voleur fantôme capable de voler tout ce qu'il veut, rien ne lui résiste et ne l'arrête. Il dérobe un trésors après l'autre grâce à la magie. Mais de nombreuses personnes sont à ses trousses pour l'arrêter. Joker pourra-t-il continuer à voler impunément tout ce qu'il souhaite ?

## Manga
Le manga Kaitô Joker a débuté en 2007 dans le magazine Bessatsu CoroCoro Comic avant d'être transféré dans le magazine CoroCoro Comic en 2008. Le premier volume relié est publié par Shōgakukan le 28 mars 2008.

## Anime
L'adaptation en série télévisée d'animation est annoncée en juin 2014 lors de la sortie du tome 17 du manga. Elle est produite au sein du studio Shin-Ei Animation avec une réalisation de Yukiyo Teramoto et des compositions de Yūsaku Tsuchiya. Sa diffusion a débuté le 6 octobre 2014 sur Tokyo MX, et le 26 octobre 2014 sur Kids Station, et s'est terminée le 5 janvier 2015. Une deuxième saison est diffusée entre avril et juin 2015. Une troisième saison est diffusée entre avril et juin 2016, et une quatrième entre octobre et décembre 2016. Crunchyroll diffuse la série en simulcast dans le monde entier excepté l'Asie.

### Liste des épisodes

#### Saison 1
| No | Titre français                                  | Titre japonais                          | Titre japonais                              | Date de 1re diffusion |
| No | Titre français                                  | Kanji                                   | Rōmaji                                      | Date de 1re diffusion |
| -- | ----------------------------------------------- | --------------------------------------- | ------------------------------------------- | --------------------- |
| 1  | L’apparition du faiseur de miracles !           | 奇跡の怪盗（ミラクルメイカー）あらわる  | Kiseki no Kaitō (Mirakuru Meikā) Arawaru    | 6 octobre 2014        |
| 2  | Paris et le coffre centenaire                   | 芸術の都（パリ）と百年金庫              | Geijutsu no Miyako (Pari) to Momotose Kinko | 13 octobre 2014       |
| 3  | La sirène et le bateau des mensonges            | 人魚（マーメイド）と偽りの船            | Ningyo (Māmeido) to Itsuwari no Sen         | 27 octobre 2014       |
| 4  | La glace et les flammes des héros               | 氷と炎の勇者たち                        | Kōri to Honō no Yūsha-tachi                 | 3 novembre 2014       |
| 5  | Voyage vers la nuit étincelante                 | 輝く夜への旅立ち                        | Kagayakuyoru e no Tabidachi                 | 10 novembre 2014      |
| 6  | Shadow apparaît                                 | 影（シャドウ）は舞い降りた              | Kage (Shadō) wa Maiorita                    | 17 novembre 2014      |
| 7  | L’île écarlate du dieu maléfique                | 深紅の邪神島                            | Shinku no Jashin Shima                      | 24 novembre 2014      |
| 8  | Le diamant et les larmes de Queen (Partie 1)    | ダイヤモンドと涙の女王（クイーン） 前編 | Daiyamondo to Namida no Joō (Kuīn) Zenpen   | 1er décembre 2014     |
| 9  | Le diamant et les larmes de Queen (Partie 2)    | ダイヤモンドと涙の女王（クイーン） 後編 | Daiyamondo to Namida no Joō (Kuīn) Kōhen    | 8 décembre 2014       |
| 10 | Le magnifique train express en or               | 華麗なる黄金特急                        | Kareinaru Kogane Tokkyū                     | 15 décembre 2014      |
| 11 | La bête qui hurle à la pleine lune              | 満月に吠える獣                          | Mangetsu ni Hoeru Kemono                    | 22 décembre 2014      |
| 12 | Affrontement ! L’armée de ninjas des ténèbres ! | 激突!闇の忍者軍団                       | Gekitotsu! Yami no Ninja Gundan             | 29 décembre 2014      |
| 13 | Le miroir et le labyrinthe des ombres           | 影と鏡の迷宮（ラビリンス）              | Kage to Kagami no Meikyū (Rabirinsu)        | 5 janvier 2015        |

#### Saison 2
| No | Titre français                                | Titre japonais                       | Titre japonais                         | Date de 1re diffusion |
| No | Titre français                                | Kanji                                | Rōmaji                                 | Date de 1re diffusion |
| -- | --------------------------------------------- | ------------------------------------ | -------------------------------------- | --------------------- |
| 14 | Évasion de Demon's Heaven                     | デモンズヘブンからの大脱出           | Demonzu Hebun Kara no Dai Dasshutsu    | 6 avril 2015          |
| 15 | Le banquet secret                             | 秘密のグルメパーティー               | Himitsu no Gurume Pātī                 | 13 avril 2015         |
| 16 | Le cambrioleur le plus chanceux du monde      | 世界で一番幸運（ラッキー）な怪盗     | Sekai de Ichiban Kōun (Rakkī) na Kaitō | 20 avril 2015         |
| 17 | Le jeu de la mort au château du clair de lune | 月光城の死試合（デスゲーム）         | Gekkō-jō de shibō gēmu                 | 27 avril 2015         |
| 18 | Dans la lumière de Ragnarök                   | ラグナロクの光の下で                 | Ragunaroku no hikari no shita          | 4 mai 2015            |
| 19 | En piste pour la scène des nouveaux talents ! | 激突!!アイドル・ステージ             | Kurasshu! Aidorusutēji!                | 11 mai 2015           |
| 20 | Travelling Jokers !                           | トラベリング・ジョーカーズ           | Tabi jōkā                              | 18 mai 2015           |
| 21 | Des liens qui traversent les mers !           | 大海を渡る絆                         | Saiken wa, umi o watatte keisei sa re  | 25 mai 2015           |
| 22 | L'inspecteur et le gang des renards !         | バーニングインスペクタと邪悪なキツネ | Bāninguinsupekuta to jaakuna kitsune   | 1er juin 2015         |
| 23 | Le sceau du ninja magicien                    | クラッシュ！マジック忍者のシール！   | Kurasshu! Majikku ninja no shīru!      | 8 juin 2015           |
| 24 | La clé de Pandore et le royaume en ruine      | パンドラのキーと台無し王国           | Pandora no kī to dainashi ōkoku        | 15 juin 2015          |
| 25 | Le Joker de l'ombre et de la lumière          | 光と影ジョーカー                     | Hikatokage jōkā                        | 22 juin 2015          |
| 26 | La fin d'une longue nuit                      | 長い夜に終了                         | Nagaiyo ni shūryō                      | 29 juin 2015          |

### Musique
| Générique | Épisodes | Début                                             | Début       | Fin                                        | Fin                         |
| Générique | Épisodes | Titre                                             | Artiste     | Titre                                      | Artiste                     |
| --------- | -------- | ------------------------------------------------- | ----------- | ------------------------------------------ | --------------------------- |
| 1         | 1 – 26   | Kaitō Miracle Shōnen Boy (怪盗ミラクル少年ボーイ) | Aruka Rider | Parade Illusion (パレード・イリュージョン) | Mainya with Shuffle Sisters |

## Jeu vidéo
Le jeu vidéo Kaitō Joker: Toki o Koeru Kaitō to Ushinawareta Hōseki est sorti sur Nintendo 3DS en 2015. Il s'agit d'un jeu d'action/plates-formes. Il a reçu la note de 32/40 dans le magazine Famitsu.